# Silvermines
'
Silvermines, (irisch Béal Átha Gabhann), daher auch historisch bekannt als Bellagowan, ist ein Dorf im County Tipperary in Irland mit 301 Einwohnern (Stand der Volkszählung 2022).

## Lage
Silvermines liegt unmittelbar nördlich des Silvermine-Gebirgszugs und hat seinen Namen von den zahlreichen Minen für Blei, Zink, Kupfer, Baryt und Silber in der Nähe. Der Ort befindet sich in der Nähe von Nenagh an der Regionalstraße R499. Es ist eine Gemeinde im Bistum Killaloe und gehört zu dem historischen Baronat Ormond Upper.